# Montacute Castle

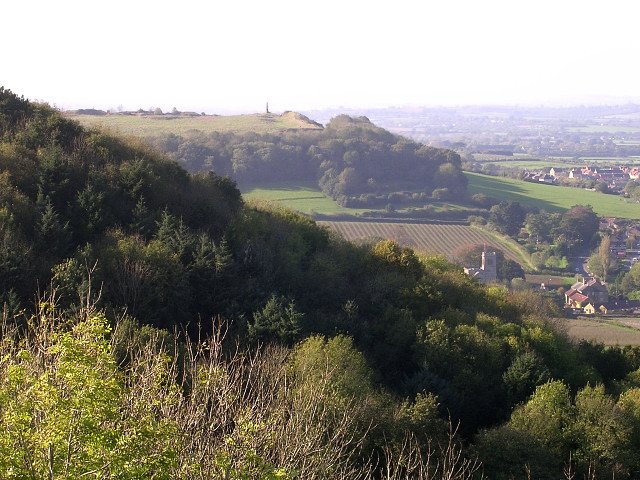
Blick vom Gelände des Montacute Castle

Montacute Castle ist eine Burgruine auf einem Hügel über dem Dorf Montacute in der englischen Grafschaft Somerset.

## Details
Montacute Castle wurde nach der normannischen Eroberung Englands 1066 für Robert de Conteville erbaut. Die Burg war Teil der neuen Siedlung namens Mons Acutus (dt.: steiler Berg), die auf Land errichtet wurde, das De Conteville von der Athelney Abbey im Tausch gegen die Grundherrschaft Purse Caundle bekam, ein teurer Tausch für De Conteville. Die natürliche Form des Hügels wurde zur Anlage eines ovalen Mounds und einer Kernburg genutzt, die von einer Vorburg umgeben ist. Ein mittelalterlicher Rehpark wurde neben der Burg und der Siedlung zum Jagen angelegt.

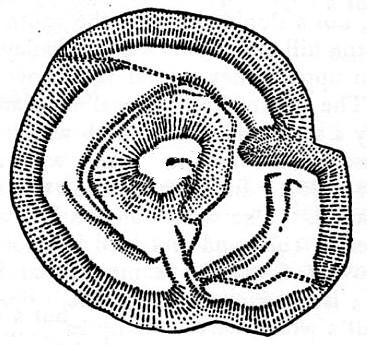
Grundriss von Montacute Castle

Den Standort der Burg halt man für eine bedachte Manifestation De Contevilles: Vor der Schlacht von Hastings hatten die Angelsachsen etwas auf dem Hügel entdeckt, was sie für ein christliches Kreuz hielten. Das „heilige Kreuz“, das Harald Godwinson, der es sehr in Ehren hielt, in die Schlacht mitnahm, diente auch als Schlachtruf für die Angelsachsen im Kampf gegen die Normannen.
Robert de Conteville machte Montacute Castle zum Caput oder zur Hauptburg seines Honour und gab dafür eine andere Burg auf, die er in Somerset hatte bauen lassen, Castle Neroche. Die Burg wurde 1068, während einer großen angelsächsischen Revolte gegen die Herrschaft der Normannen, ohne Erfolg belagert und die Rebellen wurden von Geoffrey de Montbray, dem Bischof von Coutances, geschlagen. Im Jahre 1102 aber gab William de Conteville, Roberts Sohn, die Burg und die umgebenden Ländereien an den Orden von Cluny, der dort Montacute Priory gründete.
Die Burg war nicht mehr von militärischem Wert und man ließ sie verfallen, wenn auch die Burgkapelle, die dem Erzengel Michael geweiht war, noch bis mindestens 1315 genutzt wurde. Der Geschichtswissenschaftler John Leland beschrieb die Burg 1540 als „teilweise in Ruinen“ und ab dieser Zeit wurde die Ruine auch als Quelle für Bausteine genutzt, sodass sie schließlich ganz verschwand. Die Burgkapelle wurde später, nach der Zerstörung der umgebenden Burg, neu gebaut.
Heute ist das Gelände ein Scheduled Monument. Eine Folly aus dem 18. Jahrhundert, St Michael's Hill Tower, benannt nach der Burgkapelle, steht heute auf dem Gelände, zum Teil auf den Fundamenten der alten Burgkapelle. Das Gelände gehört dem National Trust und ist öffentlich zugänglich. Personal von English Heritage berichtete im April 2000 dem National Trust über das Gelände.